# Коломбо (йогурт)
Коломбо йогрут (англ. Colombo Yogurt) — торговая марка американского йогурта, впервые проданная в 1929 году, выпускаемая компанией Colombo & Sons Creamery. Первая компания в США, выпускающая йогурты. К 1975 году Colombo стал самым продаваемым йогуртом без добавок в Америке. В 2010 году выпуск продукции прекратился.

## История бренда
Саркис Коломбосян и Роуз Крикорян, иммигранты из Армении, поженились и создали свою семью в Лоуренсе, штат Массачусетс. В 1929 году они основали маслобойню Colombo & Sons в Андовере, что дало многим американцам первое представление о йогурте.
Первые партии йогурта «Коломбо» были приготовлены в дровяной печи по традиционному армянскому рецепту Роуз Коломбосян и розданы соседям и друзьям. К 1940 году молва распространилась, и йогурт начал продаваться по всей Новой Англии. Бизнес был поистине семейным: Саркис и его сыновья, Боб и Джон, вручную наполняли 8-унциевые стеклянные банки и доставляли их сначала в конной повозке, а затем на пикапе.
Начиная с 1960-х годов, когда польза йогурта для здоровья стала более широко известна, бизнес быстро рос. В 1971 году семья построила современную фабрику в Метуэне, штат Массачусетс. Хотя современное оборудование заменило дровяную печь, семейная традиция производства йогурта Colombo сохранилась, а сын Боб стал президентом компании.
К 1975 году продажи почти удвоились, и Colombo стал самым продаваемым йогуртом без добавок в Америке.
В 1993 году компания General Mills приобрела Colombo Yogurt.
В 2010 году General Mills прекратила производство йогурта Colombo, чтобы сконцентрироваться на своём бренде Yoplait. Старейший американский бренд, бывший лидером на рынке продаж на протяжении 75 лет, прекратил своё существование.